# 류치촌
류치촌(일본어: 竜池村)은 일본 시즈오카현의 서부, 도요다군·하마나군에 속했던 촌이다. 현재의 하마마쓰시 하마나구 남동부에 해당한다.

## 역사
- 1889년 4월 1일 - 정촌제 시행에 의해 도요다군 류치촌이 성립하였다.
- 1896년 4월 1일 - 군 개편에 의해 하마나군으로 이행되었다.
- 1951년 6월 1일 - 기타하마촌에 편입해, 동일 류치촌은 폐지되었다.
- 1963년 7월 1일 - 하마키타정이 시로 승격해 하마키타시가 되었다.
- 2005년 7월 1일 - 하마키타시가 하마마쓰시에 편입되었다.
- 2007년 4월 1일 - 하마마쓰시가 정령지정도시로 승격해 구촌은 하마키타구가 되었다.
- 2024년 1월 1일 - 하마마쓰시가 행정구 재편에 수반해 구촌은 하마나구가 되었다.

## 참고 문헌
- 角川日本地名大辞典編纂委員会, 『角川日本地名大辞典 22 静岡県』, 角川書店, 1978年